# Tomasa Yarhui
Tomasa Yarhui Jacomé (Jallpa, Bolivia, 7 de marzo de 1968) es una abogada y política boliviana. Fue la primera ministra indígena de Bolivia al ocupar la cartera de Asuntos Campesinos durante el gobierno del presidente Jorge Quiroga Ramírez en marzo de 2002.

## Biografía
Tomasa Yarhui nació en la comunidad quechua Manca Jallpa de la provincia de Oropeza en el departamento de Chuquisaca el 7 de marzo de 1968. En 1976, cuando tenía ocho años abandonó su región. De niña fue a estudiar a un colegio de la ciudad de Sucre, donde según ella sufrió de discriminación “por ser una niña campesina”, por su vestimenta y por su condición económica. Esta situación la obligó a retornar a su pueblo a los 12 años el año 1980 y fue cuando incursionó en la vida sindical.
A los 17 años, en 1985 fue dirigente departamental con las Bartolinas y posteriormente hizo una incursión en la Confederación Sindical Única de Trabajadores Campesinos de Bolivia (CSUTCB). Fue la dirigente más joven de la Federación Única de Campesinos de Chuquisaca.
Entre 1993 y 1995 fue responsable de relaciones públicas de las provincias de Cordech en el Instituto Politécnico Tomás Katari. En 1996 gana el premio TOYP (The Outstanding Young Persons of the World) Político. 
Se incorporó a la política en el Movimiento Bolivia Libre y en 1999 fue la primera concejala municipal indígena de  Sucre hasta su nominación como Ministra de Asuntos Campesinos y Pueblos Indígenas y Originarios en el segundo gabinete del Presidente de Jorge "Tuto" Quiroga (2001 - 2002) sustituyendo a Wigberto Rivero convirtiéndose en la primera mujer indígena al frente de un ministerio en Bolivia.
Hasta agosto de 2001 fue miembro de la dirección regional del MBL. 
Después fue elegida senadora suplente de Podemos por Chuquisaca para el periodo 2006 y 2010.
En paralelo a su vida política decidió formarse en la universidad. Terminó bachillerato en un Centro de Educación de Adultos (CEMA), estudió la carrera de derecho y cursó la Maestría en Derecho Constitucional. Se graduó como abogada en 2006, en la Universidad Mayor Real y Pontificia San Francisco Xavier de Chuquisaca.
En 2014 fue candidata a la vicepresidencia del país por el Partido Demócrata Cristiano (PDC) formando tándem con Jorge Quiroga Ramírez que se postuló a la presidencia.
Actualmente es Coordinadora Nacional de Pueblos Indígenas en el frente político Poder Democrático Social (PODEMOS) desde el año 2005. 

## Vida personal
Yarhui está casada y tiene dos hijos. Es bilingüe en castellano y quechua.